# Terminus Camp 7
Terminus Camp 7 est un roman de Hans Helmut Kirst publié en 1966.

## Résumé
En 1945 Keller et Reiter sont les commandants US et allemand du camp 7 (parmi plusieurs douzaines) d'internement pour 4000 civils nazis. Slembeck, interné, dit à Ted, gardien, qui le dit à Keller, qu'Hauser, interné, a tué un métayer polonais et volé un super bracelet. Brigitte, femme de Hauser, entre en disant venir voir Sylvia, secrétaire. Elle demande à Keller une licence pour acheter un hôtel. Il lui demande le bracelet et couche avec elle. Il fait voir Brigitte à son mari et elle lui demande le bracelet. Il s'évade et découvre que le bracelet a disparu de sa cache et le reprend à Brigitte qu'il tue. Ted fait écrire à Slembeck qu'il a vu Hauser faire des crimes de guerre et prendre le bracelet. Colman arrête Hauser et reprend le bracelet. Keller confie le dossier Hauser à Ted et se met en disponibilité.